# Formules

Formules est une revue scientifique annuelle francophone consacrée à la littérature à contraintes et à la contrainte dans l'art en général. 
Fondée par l'universitaire belge Jan Baetens et l'écrivain argentin Bernardo Schiavetta avec le sous-titre « Revue des littératures à contraintes », elle est d'abord publiée par l'association Reflets de Lettres chez différents éditeurs (L'Age d'homme, Noesis...). À partir du 15e numéro (2009), Formules est reprise par Jean-Jacques Thomas, professeur de littérature française à l'université d'État de New York à Buffalo, et est éditée par les Presses universitaires du nouveau monde, maison d'édition académique indépendante dirigée par Thomas. La revue est alors sous-titrée « Revue des créations formelles » et devient associée au webzine Arcade/Formules, consacré à l'étude comme à la création littéraire. Ses éditeurs sont en 2017 Christelle Reggiani, Christophe Reig et Hermes Salceda.

## Réception
Le Monde a salué le projet porté par la revue à l'occasion de son premier numéro, tout en émettant quelques réserves. Elle a été évoquée dans Le Magazine littéraire et dans plusieurs autres publications[réf. nécessaire]. En 2012, Formules consacre un important dossier à l'Oulipo à l'occasion du cinquantenaire de celui-ci.

## Liste des numéros parus
1. Écrivains, encore un effort… (1997)
2. Traduire la contrainte (1998)
3. Proses à contraintes (1999)
4. Littératures à contraintes ? (2000)
5. Pastiches, collages (2001)
6. Georges Perec (2002)
7. Texte/Image (2003)
8. Raymond Queneau (2004)
9. Recherches visuelles en littérature (2005)
10. Littérature numérique et cætera (2006)
11. Surréalisme et contraintes formelles (2007)
12. Le Sonnet contemporain (2008)
13. Forme et informe (2009)
14. Formes urbaines (2010)
15. Formes, trajectoires, fictions (2011)
16. Oulipo @50 - l'Oulipo à 50 ans (2012)
17. Constrained words/ Mondes contraints (2013)
18. Littérature et numérique (2014)
19. Formes : Supports/Espaces (2015)
20. Ce que les formes veulent dire - what forms mean (2016)